# Meta-hemoglobinemia
Meta-hemoglobinemia, também conhecida por "meta-Hb", é uma desordem caracterizada pela presença de um nível mais alto do que o normal de meta-hemoglobina no sangue. A meta-hemoglobina é uma forma de hemoglobina que não se liga ao oxigênio. Quando sua concentração é elevada nas hemácias pode ocorrer uma anemia funcional e hipoxia em tecido. Normalmente os níveis de meta-hemoglobina são <1%, quando medido pelo teste de co-oximetria. Níveis elevados de meta-hemoglobina no sangue são causados quando os mecanismos que protegem contra o stress oxidativo no interior das hemácias são desarmados e o oxigênio carregado de íon ferroso (Fe2+) do grupo hemo da molécula de hemoglobina é oxidado para o estado férrico (Fe3+)]]. Isto converte a hemoglobina em meta-hemoglobina, uma forma que não liga-se ao oxigênio da hemoglobina que une-se a uma molécula de água ao invés do oxigênio. A formação espontânea da meta-hemoglobina é normalmente neutralizada por sistemas de proteção enzimáticas: NADH meta-hemoglobina reductase (citocromo-b5 reductase) (principal condutor), NADPH meta-hemoglobina reductase (menor condutor) e em menor extensão o ácido ascórbico e sistemas de enzimas glutatione.
Este excesso de meta-hemoglobina acontece quando o ferro do heme é oxidado  Fe3+, a uma velocidade superior do que a redução do ferro para Fe2+. Esta situação pode acontecer devido à presença de algumas substâncias tóxicas ou devido a deficiências enzimáticas congénitas.Os principais agentes tóxicos são: 4-dimetilaminofenol, anilina, benzocaína, cloratos, clorobenzeno, cloroquina, cobre, cromatos, dapsona fenazopiridina, desinfetantes, fenacetina, giz de cera vermelho, guaiacol, hidralazina, lidocaína, metoclopramida, naftaleno, nitratos, nitritos, nitrobenzeno, nitrofenol, nitroglicerina, nitroprussiato de sódio, paracetamol, peróxido de hidrogênio, piperazina, prilocaína, primaquina, produtos de combustão, quinina, quinona, resorcinol, sulfonamida, sulfanilamida, tintas de tecido, triclorocarbanalida e vitamina K sintética. Uma das manifestações da meta-hemoglobinemia, é o aparecimento da cianose.
Quando há a desnaturação da hemoglobina por oxidação e a meta-hemoglobina redutase não consegue neutralizar as substâncias oxidativas ocorre formação do corpúsculo de Heinz, levando a hemólise.
Uma das consequências dessa oxidação é não ter mais a forma disponível do ferro (ferrosa), daí não há disponibilidade para síntese da hemoglobina e das hemácias. (Pode levar à quadro de anemia)
Isso acontece em ruminantes por intoxicação por nitrato/nitrito vindo de adubos mal incorporados, ou também por se alimentarem de Brachiaria radicans, rica em nitrato.